# Trattato di Resht
Il trattato di Resht venne siglato tra l'Impero russo e l'Impero safavide di Persia a Rasht il 21 gennaio 1732. Secondo i termini del trattato la Russia avrebbe dovuto rinunciare alle proprie pretese ed a qualsiasi territorio a sud del fiume Kura. Questo comportò la restituzione ai persiani delle province di Gilan, Mazandaran e Astrabad, conquistate da Pietro il Grande negli anni 1720 al termine della guerra russo-persiana. Le città iraniane di Derbent, Tarki, Gəncə, ecc. a nord del Kura vennero restituite nel giro dei tre anni successivi. In cambio, i persiani ora de facto governati dal generale Nader Shah garantirono dei privilegi commercianti ai mercanti russi e promisero di restaurare al trono Vakhtang VI al trono di Cartelia, ora esiliato in Russia dagli ottomani. I provvedimenti vennero confermati nel 1735 dal trattato di Ganja, in base al quale furono restituiti anche tutti i territori a nord del fiume Kura.